# Sankt Marein bei Neumarkt
Sankt Marein bei Neumarkt è una frazione di 930 abitanti del comune austriaco di Neumarkt in der Steiermark, nel distretto di Murau (Stiria). Già comune autonomo, il 1º gennaio 2015 è stato fuso con i comuni di Dürnstein in der Steiermark, Neumarkt in Steiermark, Kulm am Zirbitz, Mariahof, Perchau am Sattel e Zeutschach per costituire il nuovo comune mercato (Marktgemeinde).